# Luciano Olguin
Luciano Olguin (Buenos Aires, 9 maart 1982) is een Argentijnse voetballer die bij voorkeur als spits speelt.

## Clubs
- 1990 - 1997:  Club Atlético Sarmiento  (jeugd)
- 1997 - 2000:  Club Atlético Independiente (jeugd)
- 2000 - 2002:  Racing Club de Avellaneda (jeugd)
- 2002 - 2005:  Racing Club de Avellaneda
- 2005 - 2008:  Royal Antwerp FC
- 2008 - 2009:  KSK Beveren
- 2009 - 2010:  Pierikos Katerini
- 2010 - 2012:  Tianjin Teda
- 2012 - 2013:  Shenyang Dongjin
- 2013:000000 FK Khazar Lenkoran
- 2013:000000 Club Almirante Brown
- 2014:000000 Tampa Bay Rowdies

Voor Antwerp FC scoorde hij in 91 wedstrijden 33 keer.